# Vescomtat de Sant Antoní de Noble Vall
El vescomtat de Sant Antoní de Noble Vall fou una branca senyorial amb títol vescomtal derivada dels vescomtes de Lautrec. Va sorgir vers el 1085 després de la mort d'Isarn II de Lautrec, que va deixar aquestes terres al seu fill Isarn, per cogovernat el vescomtat de Lautrec, i les va convertir en hereditàries. Es va extingir vers el 1250 i va passar a Tolosa i a la corona francesa (1271).

## Llista de vescomtes de Sant Antoní de Noble Vall
- Isarn I 1085-1130
- Isarn II (fill) 1130-?
- Sicard I (germà) covescomte 1130-1140;
- Guillem (germà) covescomte 1130-?
- Pere (germà) covescomte 1130-?
- Isarn III (fill d'Isarn II) covescomte 1140-?
- Frotari (germà) vescomte 1140-vers 1211
- Sicard II (germà) covescomte 1140-?
- Forton (germà) covescomte 1140-1211.
- Pons I (fill de Frotari) covescomte vers 1211-1212
- Isarn IV (germà) covescomte 1212-1246
- Bernat (germà) covescomte, vers 1240-1250.